# 血小板无力症
血小板无力症 是一种极其罕见的血液疾病，原因是血小板缺乏糖蛋白IIb/IIIa受体(GPIIB/IIIA), 所以纤维蛋白原很难交联，致使出血时间显著延长。

## 病因学
血小板无力症屬自體隱性遺傳，另亦可由自體免疫性疾病引致。

## 临床特点
- 流鼻血
- 经血过多